# Högting
Högting var ett svenskt lajvarrangemang som hölls i ett skogsområde cirka fyra mil norr om Arvika i nordvästra Värmland. Arrangemanget pågick mellan lördag den 18 juli och fredag den 24 juli 1998. Lajvet hade omkring 600 deltagare, vilket gjorde det till det då andra största svenska lajvet efter Trenne Byar.

## Produktion
Lajvet arrangerades av Illmhyr från Karlskoga, alltså Lars Lykta, Henrik Bergqvist, Martin Deinoff, Ronnie Martinsson, Pär Karlsson, Martin Hägg och Mikael Eriksson. Lajvet var det första större svenska lajv där internet (hemsida, forum och e-post) användes som primärt kommunikationsmedel mellan arrangörer och deltagare.

## Fiktion
Lajvet kretsade kring ett högting i det fiktiva landet Venapel. 42 ädlingar och övriga dignitärer möttes för att diskutera riket Venapels angelägenheter. 

## Högting i media
Högting fick stor uppmärksamhet i media[källa behövs] och genererade bland annat en längre artikel i brittiska tidskriften The Face.